# Artur Dinter
Artur Dinter (27 de junio de 1876, Mulhouse - 21 de mayo de 1948, Offenburg) fue un escritor antisemita alemán y político nazi, fundador de los Cristianos Alemanes.

## Biografía
Dinter nació en Alsacia-Lorena, Imperio Alemán (hoy Francia) hijo de Josef Dinter, un asesor de aduanas, y su esposa Berta, nacida como Hoffmann, y fue bautizado en la Iglesia católica.
Después de hacer su examen de acceso a la universidad, Dinter comenzó a estudiar Ciencias Naturales y Filosofía en 1895 en Múnich y en la Universidad de Estrasburgo. De 1901 a 1903, trabajó como asistente de química en la Universidad de Estrasburgo. Se graduó en 1903 summa cum laude. Ya cuando estudiaba, había estado llevando a cabo esfuerzos como escritor. Su juego Schmuggler Die ("Los contrabandistas") fue galardonado con el primer premio en 1906.
Después de la graduación, Dinter fue director del jardín botánico de la escuela en Estrasburgo. En 1904, como profesor sénior en una escuela alemana, fue a Constantinopla (Estambul). En 1905 se pasó al drama y se convirtió en líder de teatro en su tierra natal de Alsacia. De 1906 a 1908 trabajó como director en el teatro de la ciudad de Rostock y el Schillertheater en Berlín, fundando al mismo tiempo, la Federación Alemana de Dramaturgos (Verband Deutscher Bühnenschriftsteller o VDB). Como director, además, dirigió la editorial teatral de 1909-1914. Por otra parte, Dinter fue miembro de la organización antisemita y pan-alemana Alldeutscher Verband, de la que fue excluido en 1917.

### Primera Guerra Mundial
Dinter participó en la Primera Guerra Mundial como Oberleutnant en el Regimiento de Infantería N º 136, y fue rápidamente promovido a capitán de la reserva y condecorado con la Cruz de Hierro de segunda clase. En 1915, enfermó de cólera, y en 1916 pasó una gran cantidad de tiempo en los hospitales de campaña después de haber sufrido heridas graves, tras lo cual tuvo que ser dado de alta del ejército. Durante su estancia en los hospitales de campaña, Dinter se acercó al nacionalismo alemán y leyó los escritos del místico Houston Stewart Chamberlain y rápidamente se convirtió en un seguidor del movimiento völkisch.

### Superventas como escritor völkisch
En 1919 Dinter se estableció como escritor en Weimar, después de su "bestseller" antisemita de 1917 "Die Sünde wider das Blut" ("El pecado contra la sangre"), que vendió más de 260 000 copias en 1934, se establecieron claramente y por escrito los estereotipos de las percepciones raciales völkisch de su tiempo. Animado por el gran éxito, esta novela se convirtió en la primera entrega de una trilogía que más tarde recibió el nombre de Die Zeit der Sünden ("Los pecados de la hora"). Un breve resumen del contenido de estos libros se pueden encontrar en Richard Steigmann-Gall (2003), "El Santo Reich", pp 30-31.

### Movimiento Völkisch y el NSDAP
El pensamiento de Dinter en los años posteriores a la guerra se convirtió progresivamente en más radical y racista. En 1919, ya había participado en la fundación del Deutschvölkischer Schutz und Trutzbund y desempeñó su liderazgo hasta que fue prohibido en 1922. A partir de entonces se convirtió en miembro fundador del Deutsch-Völkische Freiheitspartei ("Partido Alemán Popular de la Libertad") y estableció relaciones más estrechas con Adolf Hitler. Después de la Beerhall Putsch de Múnich en 1923, Dinter fue elegido en 1924 para el Landtag de Turingia, como representante de la Alianza Electoral Völkisch-Sozialer Block ("Bloque Social del Pueblo"), convirtiéndose también en líder de facción. Hitler lo designó jefe del NSDAP del Estado de Turingia justo después de salir de la prisión de Landsberg am Lech. Al mismo tiempo, Dinter se convirtió en editor del periódico Der Nationalsozialist, que apareció en Weimar. Se peleó con sus antiguos socios de la VSB, dando lugar a su expulsión de ese partido. En 1925, después de que Hitler hubiera sido puesto en libertad antes de lo esperado después del Putsch, el Partido Nazi fue fundado de nuevo después de haber sido disuelto después de la debacle en Múnich. Por su "lealtad" al partido, Dinter recibió el número de socio de un solo dígito "5".

### La Iglesia del Pueblo Alemán
Pronto comenzó a destacar con toda claridad que los objetivos de Dinter no eran tanto políticos como primordialmente religiosos. En 1927 fundó la Geistchristliche Religionsgemeinschaft ("Religión Espiritual Comunidad Cristiana"), que en 1934 se le dio el nuevo nombre de "Deutsche Volkskirche" (Iglesia del Pueblo Alemán). Su objetivo era "desjudaizar" la enseñanza cristiana. El Antiguo Testamento fue despedido como judío. Un curso especial de Dinter lo llevó rápidamente a un conflicto con Hitler, que ya le había quitado como Gauleiter en 1927. A Dinter le provocó una profunda conmoción acerca de esto y comenzó a atacar a Hitler en su revista Das Geistchristentum, que en 1928 dio lugar a su exclusión del NSDAP para siempre. Incluso en los años que siguieron, las polémicas contra Hitler continuaron. En 1932, incluso se convirtió en su rival electoral del NSDAP, junto con su "Dinterbund".

### Últimos años
Después de que los nazis obtuvieron el poder en 1933, Dinter intentó volver a unirse al NSDAP. Fue rechazado y la Gestapo intensificó la vigilancia de él y hasta lo detuvo por un corto tiempo. Heinrich Himmler prohibió "Deutsche Volkskirche" de Dinter en 1937. Dos años más tarde, el Reichsschrifttumskammer, asociación escritores oficiales de la Alemania nazi, expulsó a Dinter, lo que le prohíbe efectivamente de publicar nada, ya que había que ser un miembro para hacerlo. En 1942, fue llevado ante un tribunal especial (Sondergericht) en Freiburg im Breisgau a ser juzgado por un delito. En 1945, fue condenado por un tribunal de desnazificación en Offenburg a una multa de 1000 Reichsmark.
Dinter murió en 1948 en Offenburg, Baden-Wurtemberg, a la edad de 71 años.

## Citas
"El cuerpo es sólo el instrumento que toca el alma." (Artur Dinter en Die Sünde wider das Blut, 1917).

## Obras seleccionadas
- Jugenddrängen. Briefe und Tagebuchblätter eines Jünglings, 1897.
- Der Dämon, Schauspiel in fünf Akten, 1906.
- Das eiserne Kreuz. Volksstück in 5 Akten, 1913.
- Weltkrieg und Schaubühne, 1916.
- Mein Ausschluß aus dem "Verbande Deutscher Bühnenschriftsteller", 1917.
- Lichststrahlen aus dem Talmud, 1919.
- Die Sünden der Zeit (Trilogie):
  - Bd. I: Die Sünde wider das Blut. Ein Zeitroman, 1917.
  - Bd. II: Die Sünde wider den Geist. Ein Zeitroman, 1920.
  - Bd. III: Die Sünde wider die Liebe. Ein Zeitroman, 1922.
- Der Kampf um die Geistlehre, 1921.
- Das Evangelium unseres Herrn und Heilandes Jesus Christus, nach den Berichten des Johannes, Markus, Lukas und Matthäus im Geiste der Wahrheit, 1923.
- Völkische Programm-Rede im Thüringer Landtag, 1924.
- Ursprung, Ziel und Weg der deutschvölkischen Freiheitsbewegung. Das völkisch-soziale Programm, 1924.
- 197 Thesen zur Vollendung der Reformation. Die Wiederherstellung der reinen Heilandslehre, 1924.